# Franz Marc

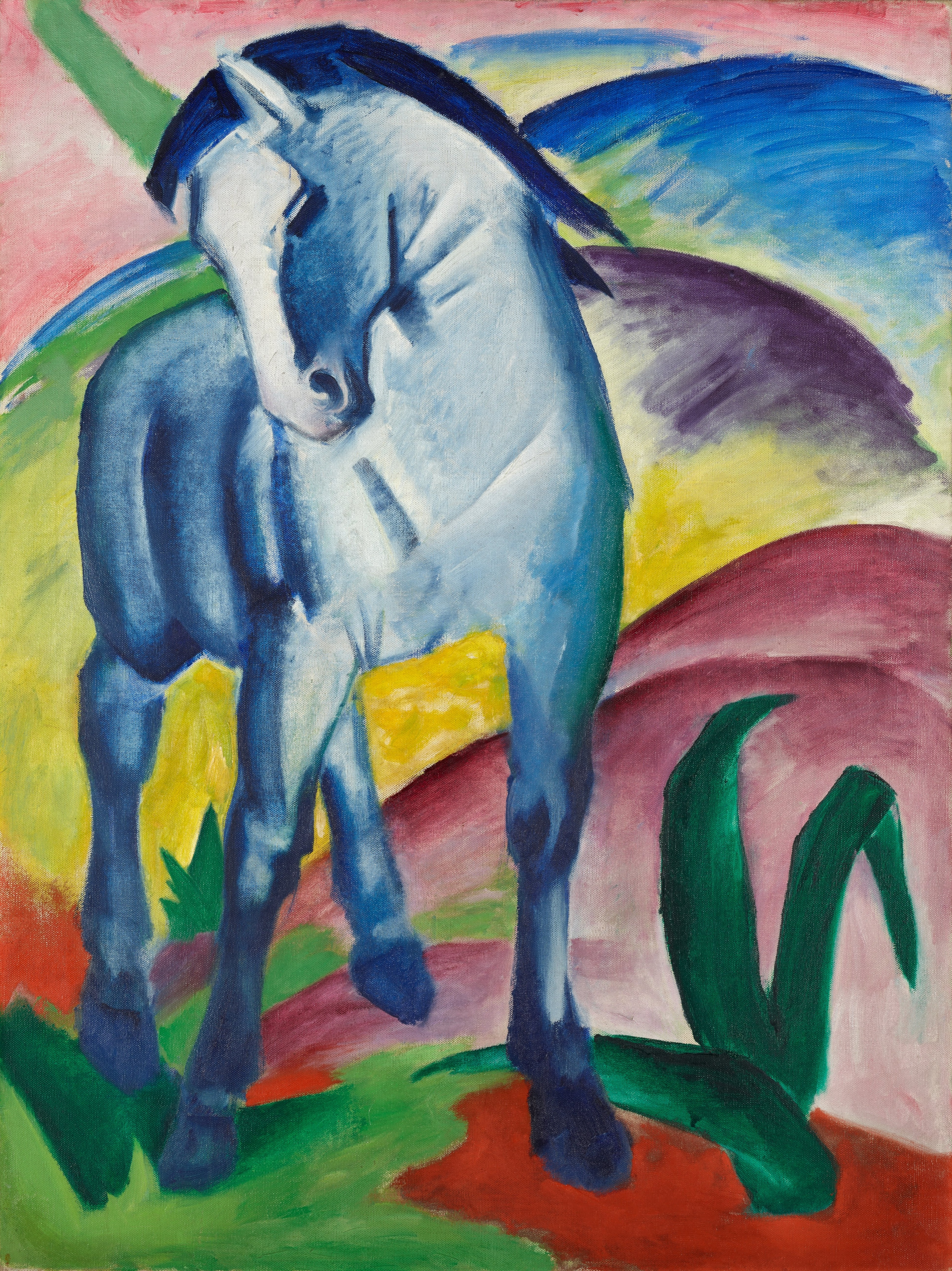
Niebieski Koń I

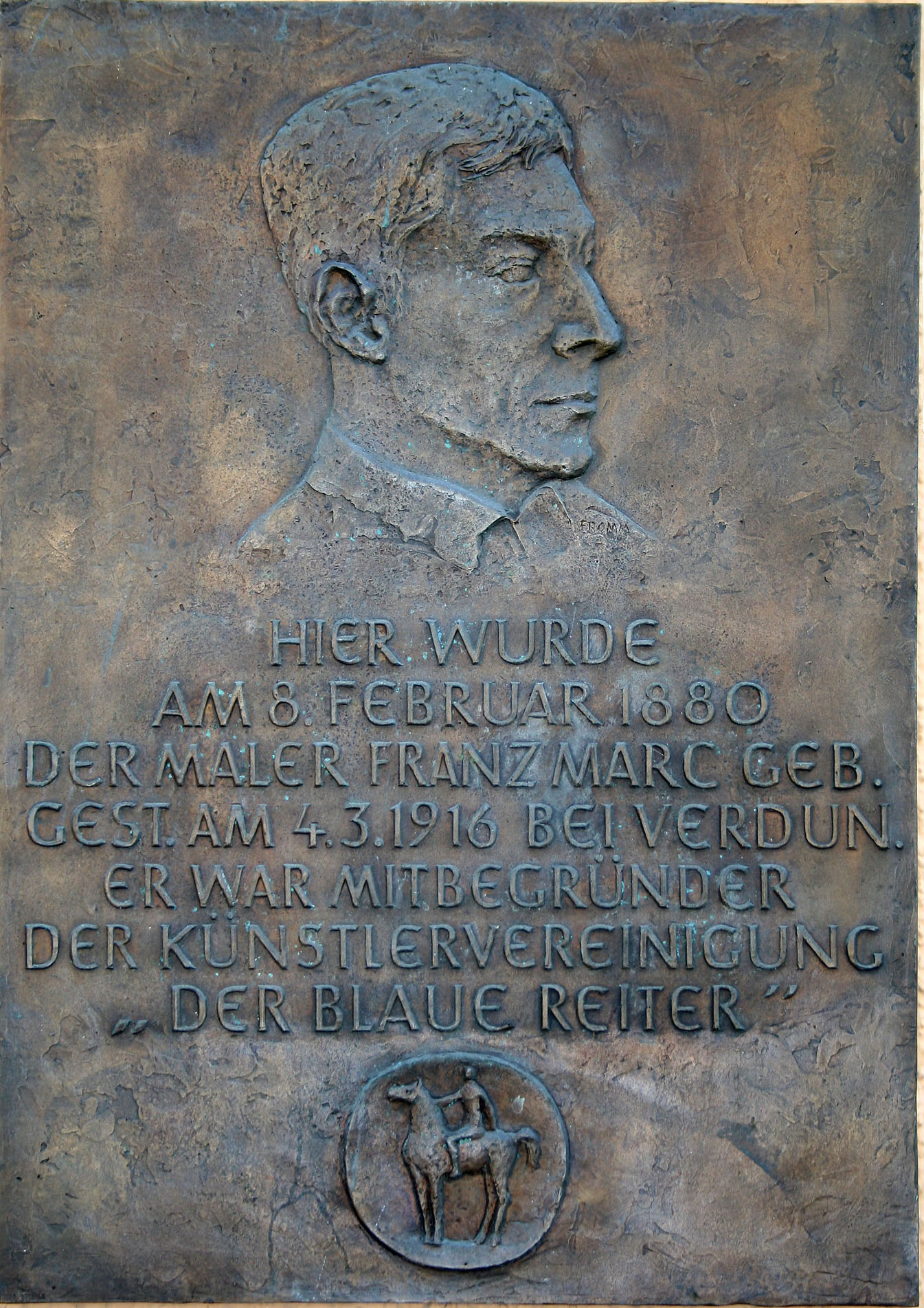
Tablica pamiątkowa znajdująca się na domu przy ulicy Schillerstraße w Monachium, w którym urodził się Franz Marc

Franz Marc (ur. 8 lutego 1880 w Monachium, Niemcy, zm. 4 marca 1916 w Verdun, Francja) – niemiecki malarz i współzałożyciel ugrupowania artystów-ekspresjonistów „Błękitny Jeździec” (Der Blaue Reiter).

## Życiorys
Uchodzi za pierwszego przedstawiciela ekspresjonizmu w Niemczech. W latach 1900–1903 studiował sztukę w Monachium, a w 1904 otworzył tam pracownię. W czasie podróży do Paryża (w 1903 i 1907) Franz Marc miał kontakt z dziełami Gauguina, van Gogha, Picassa, które wywarły na niego ogromny wpływ. Był znajomym innych malarzy, jak na przykład Wassily Kandinsky, Aleksiej Jawlensky, August Macke i Gabriele Münter.
Franz Marc i August Macke byli filarami grupy „Błękitny Jeździec”. Poznali się w 1910 w Sindelsdorfie w Bawarii, inspirując się nawzajem do coraz śmielszych eksperymentów. Byli jednak bardzo odmienni. Zmierzając do wydobycia czystych idei rzeczy spod kształtów widzialnych, rafinował obraz świata przez filtr światła i koloru. Malował głównie zwierzęta jako bliższe naturze. Starał się syntetyzować stylizowane kształty i bezprzedmiotowe zarysy w całość o niemal mistycznej intensywności. Macke budował kompozycje prześwietlone kolorem, zacierającym trójwymiarowość przedstawień. Obaj w pewnej mierze poszukiwali rytmów odczuwalnych w naturze, gdy osłabi się więź przedmiotową. Dociekaniom tym nie było jednak dane trwać długo. Macke poległ w pierwszym miesiącu I wojny światowej, w bitwie nad Marną, licząc 27 lat, zaś Marc zginął pod Verdun dwa lata później, w wieku 36 lat.
W wielu pracach Marca pojawia się tęsknota za idealnym związkiem człowieka z naturą, czego przykładem może być dzieło zatytułowane Der Traum z 1912. W prywatnej mitologii Marca zwierzęta odgrywają taką rolę, jak dla artystów renesansu anioły: są wysłannikami i świadectwami prawdy, piękna i łaski. Obraz przedstawia więc coś na kształt świeckiego zwiastowania: przedstawicielka rodu ludzkiego trafiła między wybranych, w pejzaż idylli, który ma w sobie spokój renesansowych włoskich pejzaży. W obrazie występują konie, uwielbiane przez Kandinskyego i Marca. Dla tego drugiego stanowiły obiekt studiów i kultu, którym zaraził innych awangardzistów. Franz Marc nadawał kolorom symboliczne znaczenie, według niego niebieski łączył się z emocjami związanymi z męskością i duchowością, żółty z kobiecą radością, natomiast czerwony z przemocą.

## Dzieła
Franz Marc stworzył wiele dzieł, między innymi: „Byk”, „Biały kot” i „Niebieski koń I”.

## Życie prywatne
W 1911 ożenił się w Londynie z Marie Schnür.